# François Saint-Gilles
François Saint-Gilles (* 3. Januar 1951 in Rouen) ist ein ehemaliger französischer Sprinter.
Bei den Leichtathletik-Europameisterschaften 1969 in Piräus siegte er zusammen mit Alain Sarteur, Patrick Bourbeillon und Gérard Fenouil in der 4-mal-100-Meter-Staffel.